# Teemsbrug
De Teemsbrug is een gemetselde boogbrug in het centrum van Delft, in de Nederlandse provincie Zuid-Holland. De brug bevindt zich aan het begin van de Oude Langendijk bij de Markt, en is een rijksmonument.
De brug stamt uit het jaar 1760 en overbrugt de Oude Langendijk

## Naamgeving
Een teems is een fijne zeef van paardenhaar of fijn koperdraad waarmee verse melk gezeefd wordt en van onzuiverheden gezuiverd. Op deze brug werd lange tijd gehandeld in deze zeven, in ieder geval sinds in 1657 Jan de Vlieger daar toestemming voor kreeg. De brug ligt vlak bij het Boterhuis.
In 1938 werd de Oude Langendijk verbreed en de boogbrug vernieuwd en uitgevoerd in gewapend beton. De brug heeft een sluitsteen met het jaartal 1760.